# Jiří Babica

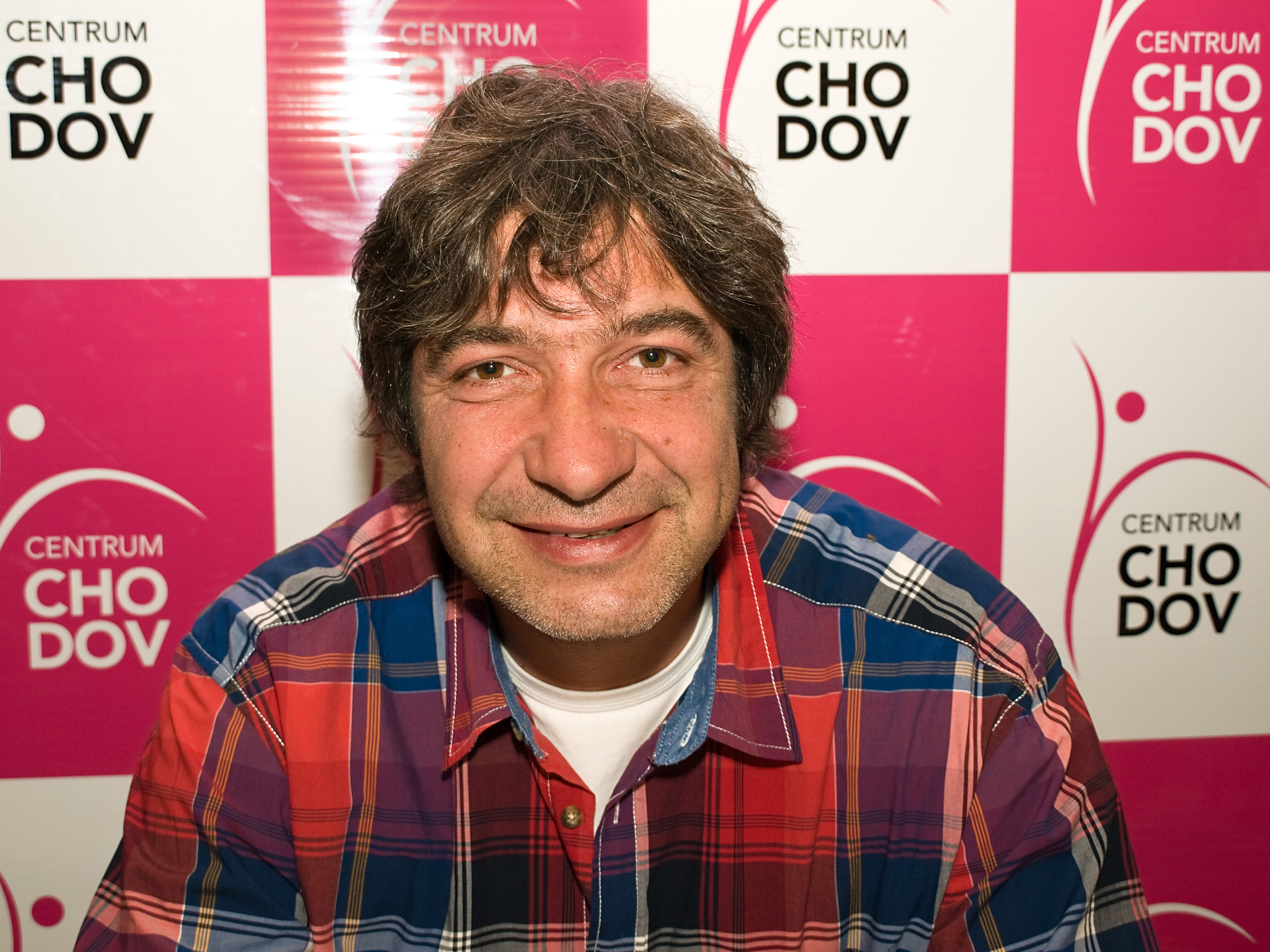
Jiří Babica w Pradze w październiku 2010

Jiří Babica (ur. 1 maja 1961 w Pradze) – czeski kucharz i podróżnik.
Kształcił się w praskich hotelach Palace i Ambassador, później pracował także w kolońskich restauracjach Zlatá Praha oraz, jako szef kuchni, Petersberger Hof. Jego pasją są podróże po świecie, podczas których zdobywał również umiejętności kulinarne. Obecnie jest prowadzącym programu Babicovy dobroty emitowanym w TV Nova.